# Hathor (planetoïde)
(2340) Hathor (of 1976 UA) is een Aten-planetoïde. Zijn diameter is 300 m. Zijn baan is elliptisch, zoals bij de meeste Aten-planetoïden: zijn perihelium is 0,464 AE en zijn aphelium 1,224 AE. Gemiddeld staat hij 0,844 AE verwijderd van de zon. Hathor kruist de banen van zowel de Aarde als Venus. Hathor heeft geen natuurlijke maan.